# 宮武東洋
宮武 東洋（みやたけ とうよう、1895年 - 1979年）は、日本の香川県出身の写真家。太平洋戦争中、アメリカにある日系人収容所で隠し持ったレンズでカメラを作り、収容所で暮らす日系人を撮影したことで知られる。本名は宮武 東洋男（みやたけ とよお）。収容所に収容される際に「名前の末尾に'o'の文字が余分に付いている」と勘違いされ削除されたため、それ以後宮武東洋の名前を使うことになった。
20世紀写真界の巨匠、アンセル・アダムスやエドワード・ウェストンとも交友があった。

## 略歴
- 1895年 香川県に生まれる。
- 1909年 アメリカ合衆国へ移住。21歳の時に当時高名だった日系人のハリー重田から写真を学び、寝食を忘れて熱中する。
- 1923年 ロサンゼルスのリトル東京で、偶然にも同じ名前だったトーヨースタジオを購入し写真館を開く。
- 1932年 朝日新聞社に委嘱されロサンゼルスオリンピックの写真を撮影する。
- 1941年 日米開戦に伴いアメリカでの日系人の収容が始まり、宮武の一家6人もマンザナー強制収容所に収容され、そこで暮らす日系人たちの様子を撮り始める。
- 戦後再びリトル東京へと戻り、スタジオを開いて日系新聞「羅府新報」などで活躍する。
- 1967年 藤島泰輔は、ロスで写真店を経営していた宮武一家をモデルに小説『忠誠登録』を執筆[1]。

## 収容所での撮影
第二次世界大戦下のアメリカ政府による日系人に対する強い敵視政策によって、在米日本人（日系人）たちは鉄条網と監視塔に囲まれた収容所へ強制収容された。そのひとつであるマンザナー強制収容所へと家族と共に収容された宮武は、収容所では禁止されていたカメラを自ら隠し持ってきたレンズで、同じく収容されていた大工にボディーを作成してもらい手製のカメラを作り上げた。そして同じく隠し持っていたフィルムで密かに収容所の実態を撮影していく。
後に収容所所長のメリットの許可を得て公式カメラマンとなり、収容所の内部から収容者たちの日々の生活を写し撮っていった。

## 参考資料
- 『東洋おじさんのカメラ―写真家・宮武東洋と戦時下の在米日系人たち』小学館 (2009年4月)　すずきじゅんいち, 榊原るみ, 秋山泉, 宮武東洋  ISBN 978-4093878579